# Louis de Broglie
Louis-Victor Pierre Raymond de Broglie, VII duca di Broglie, comunemente chiamato Louis de Broglie (Dieppe, 15 agosto 1892 – Louveciennes, 19 marzo 1987), è stato un fisico, matematico e storico francese.
In possesso del titolo nobiliare di duca e discendente indiretto di Jacques Necker, Madame de Staël e del barone Holstein, fu accademico di Francia. S'impose all'attenzione del mondo scientifico con la sua tesi di dottorato, in cui espose le innovative teorie sul dualismo onda-particella della materia, aspetto fondamentale della meccanica quantistica, per il quale vinse il Premio Nobel per la fisica nel 1929.

## Biografia
Louis de Broglie nacque nella famiglia dei Broglia di Chieri, nobili di origine piemontese trasferitasi in Francia nel XVII secolo, da Victor de Broglie (1846-1906) e da Pauline de La Forest d'Armaillé. Suo nonno era Albert de Broglie, Primo Ministro della Francia per tre volte negli anni '70 del XIX secolo.
Studiò dapprima lettere, ottenendo una laurea in storia e diritto nel 1910 a 18 anni. In seguito, ispirato dal fratello Maurice, prevalse il suo interesse per le materie scientifiche e conseguì anche la laurea in scienze nel 1913. Chiamato nel 1914 per svolgere il servizio militare, fu distaccato presso la postazione di ascolto radio della Torre Eiffel (era incaricato di captare e decodificare i messaggi tedeschi). Vi restò per cinque anni, cioè per l'intera durata della guerra.
Suo fratello Maurice de Broglie, già noto per i suoi lavori in fisica sperimentale, lo impiegò come segretario ad un congresso Solvay sulla fisica, che risvegliò il suo interesse per la materia. Si specializzò in fisica teorica, interessandosi particolarmente alla teoria dei quanti. Nel 1924 conseguì il dottorato con una tesi dal titolo Recherches sur la Théorie des Quanta (Ricerche sulla Teoria dei Quanti). La tesi contiene importanti nuovi risultati, che hanno portato alla nascita della meccanica ondulatoria della materia e della meccanica quantistica.
L'idea di fondo della tesi di de Broglie era di associare agli elettroni un'onda di lunghezza d'onda:
{\displaystyle \lambda ={\frac {h}{p}}={\frac {h}{{m}{v}}}{\sqrt {1-{\frac {v^{2}}{c^{2}}}}}={\frac {h}{mv\gamma }}}
in cui {\displaystyle h} è la costante di Planck e {\displaystyle p} la quantità di moto.
Secondo de Broglie anche la materia presentava il doppio aspetto ondulatorio-corpuscolare della radiazione elettromagnetica individuato da Einstein e di conseguenza, come a un'onda elettromagnetica di frequenza {\displaystyle \nu } e di lunghezza d'onda {\displaystyle \lambda ={c \over \nu }} è associato un fotone (o quanto) di energia {\displaystyle E=h\nu } e di quantità di moto {\displaystyle p={h\nu  \over c}} (momento di un fotone, in cui {\displaystyle c} è la velocità della luce), così ad una particella di energia {\displaystyle E=m\gamma c^{2}} e di quantità di moto {\displaystyle p=m\gamma v} doveva essere associata un'onda di lunghezza d'onda {\displaystyle \lambda ={c \over \beta \nu }}, dove {\displaystyle \beta =v/c}.
Mise così in relazione la lunghezza dell'onda guida associata alla particella con l'impulso {\displaystyle mv\gamma } della particella, attraverso l'equazione: {\displaystyle \lambda ={h \over mv\gamma }}. Egli giunse a questa equazione attraverso ragionamenti di relatività e attraverso l'analogia formale tra l'equazione dell'iconale dell'ottica geometrica e l'equazione di Hamilton-Jacobi per le particelle, o equivalentemente tra il principio di Fermat e il principio di Maupertuis. 
La sua tesi fu immediatamente appoggiata da Einstein e fu ben presto confermata dagli esperimenti sulla diffrazione degli elettroni di Davisson, Germer e Thomson. Ottenne quindi per questa scoperta il Premio Nobel nel 1929. Nel 1932 gli fu affidata la cattedra di fisica teorica presso l'Istituto Henri-Poincaré e nel 1933 divenne membro dell'Accademia francese delle scienze (il più giovane all'epoca), della quale fu segretario permanente per le scienze dal 1942.
Tra il 1930 e il 1950 si applicò all'estensione della meccanica ondulatoria: la teoria elettronica di Dirac, la nuova teoria della luce, la teoria generale dello spin, l'applicazione della meccanica ondulatoria alla fisica nucleare, la teoria della fusione, ecc... Dal 1951 fino al 1974 si dedicò a sviluppare ulteriormente 
la sua teoria dell'onda pilota, abbandonata nel 1928 a causa delle enormi difficoltà matematiche incontrate nella giustificazione formale della condizione di guida nello spazio fisico, ma anche a causa del clima dell'epoca poco favorevole verso le sue idee.
Alla morte del fratello Maurice ereditò il titolo di famiglia, diventando così il settimo duca de Broglie. Fu autore di numerosi libri di fisica, ma anche di riflessioni filosofiche sul valore delle moderne scoperte scientifiche.
A de Broglie è dedicato l'asteroide 30883 de Broglie.

## Opere

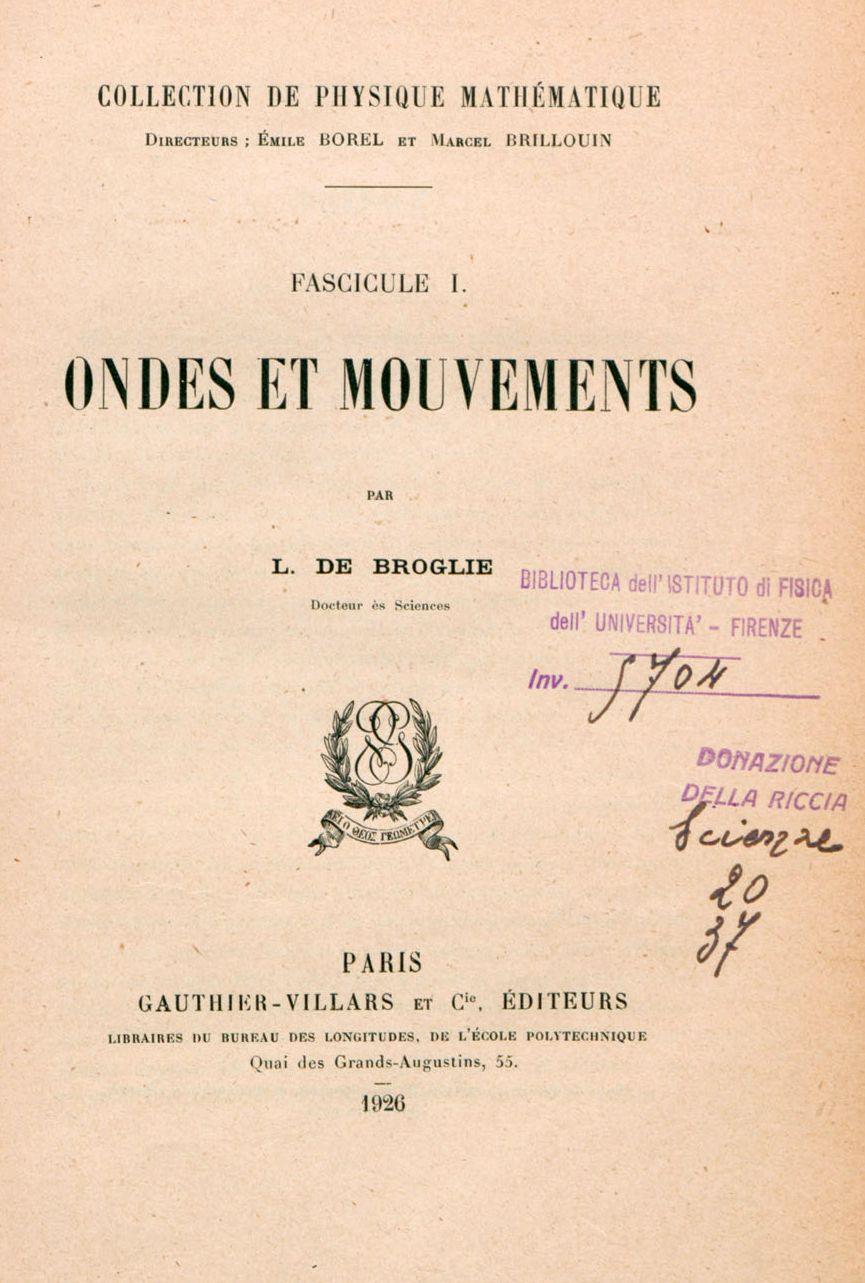
Ondes et mouvements, 1926

- Recherches sur la théorie des quanta. Tesi, Parigi, 1924.
- (FR) Ondes et mouvements, Paris, Gauthier-Villars, 1926.
- Rapport au 5e Conseil de Physique Solvay. Brussels, 1927.
- (FR) Mecanique ondulatoire, Paris, Gauthier-Villars, 1928.
- (FR) Recueil d'exposés sur les ondes et corpuscules, Paris, Librairie scientifique Hermann et C.ie, 1930.
- Matière et lumière. Parigi: Albin Michel, 1937.
- Une tentative d'interprétation causale et non linéaire de la mécanique ondulatoire: la théorie de la double solution. Parigi: Gauthier-Villars, 1956.
- Sur les sentiers de la science.
- Introduction à la nouvelle théorie des particules de M. Jean-Pierre Vigier et de ses collaborateurs. Parigi: Gauthier-Villars, 1961. Parigi: Albin Michel, 1960.
- Étude critique des bases de l'interprétation actuelle de la mécanique ondulatoire. Parigi: Gauthier-Villars, 1963.
- Certitudes et incertitudes de la science. Parigi: Albin Michel, 1966.

### Opere tradotte in italiano
- Materia e luce, 1939.
- I Quanti e la Fisica Moderna, 1942.
- Ottica ondulatoria e corpuscolare, 1950.
- Fisica e microfisica, Einaudi, Torino, 1950.
- Onde, Corpuscoli, meccanica ondulatoria, Bompiani, Milano, 1951. (Conferenze tenute presso la Scuola Superiore di Elettricità)
- Sui sentieri della scienza, Boringhieri, Torino, 1962. (Raccolta di saggi su temi vari)
- Interpretazioni contemporanee della meccanica ondulatoria, 1964.
- Quanti, spazio e tempo, 1984.

## Premi
- 1929 medaglia Henri Poincaré (assegnata per la prima volta)
- 1929 Premio Nobel per la Fisica “per la sua scoperta della natura ondulatoria dell'elettrone”
- 1932 premio Alberto I di Monaco
- 1933 eletto membro dell'Accademia francese delle scienze
- 1938 medaglia Max Planck
- 1944 membro del Bureau des Longitudes
- 1952 l'UNESCO gli assegna il primo Premio Kalinga per il suo impegno nella divulgazione della fisica moderna
- 1956 medaglia d'oro del CNRS (Centro Nazionale della Ricerca Scientifica)